# 程东方
程东方（？—），男，中华人民共和国政治人物，一级大法官，中国人民解放军海军中将。曾任中國人民解放軍駐香港部隊法律处处长、新闻发言人，中国人民解放军军事法院副院长，中国人民解放军军事检察院检察长、一级大检察官、中国人民解放军军事法院院长。现任中共二十届中央纪委委员。

## 生平
程东方先后毕业于北京大学法律系和中国政法大学法律系，获法律碩士学位。2017年，晋升中国人民解放军少将军衔。2020年7月，任四川省军区政委。2021年4月，任中国人民解放军军事检察院检察长。2021年5月6日，任一级大检察官。
2022年12月，任中国人民解放军军事法院院长，不再担任中国人民解放军军事检察院检察长职务。
2023年9月1日，被免去中国人民解放军军事法院院长职务，调入中央军委政法委员会任职。2024年12月，升任海军副政委。